# Третьяковское сельское поселение (Кемеровская область)
Третьяко́вское се́льское поселе́ние — муниципальное образование в Тисульском районе Кемеровской области. 
Административный центр — село Третьяково.

## История
Третьяковское сельское поселение образовано 17 декабря 2004 года в соответствии с Законом Кемеровской области № 104-ОЗ.
Упразднено с 15 ноября 2020 года в связи с преобразованием Тисульского района в муниципальный округ.

## Население
| 2010 | 2011  | 2012  | 2013  | 2014  | 2015 | 2016 | 2017 | 2018 |
| ---- | ----- | ----- | ----- | ----- | ---- | ---- | ---- | ---- |
| 1081 | ↘1077 | ↘1049 | ↘1025 | ↘1001 | ↘972 | ↘968 | ↘943 | ↘924 |
| 2019 | 2020  |       |       |       |      |      |      |      |
| ↘908 | ↘888  |       |       |       |      |      |      |      |

## Состав сельского поселения
| № | Населённый пункт | Тип населённого пункта       | Население |
| - | ---------------- | ---------------------------- | --------- |
| 1 | Антоново         | деревня                      | 77        |
| 2 | Байла            | деревня                      | 94        |
| 3 | Дворниково       | деревня                      | 291       |
| 4 | Кайчак           | деревня                      | 270       |
| 5 | Третьяково       | село, административный центр | 349       |

## Статистика
Всего проживает 975 человек, из них трудоспособного населения 509, пенсионеров 279 человек. На территории административного участка расположены 1 детский сад, 3 медицинских учреждения, 6 магазинов, 2 объекта культуры.